# Liste des évêques de Diébougou
(Dioecesis Diebuguensis)

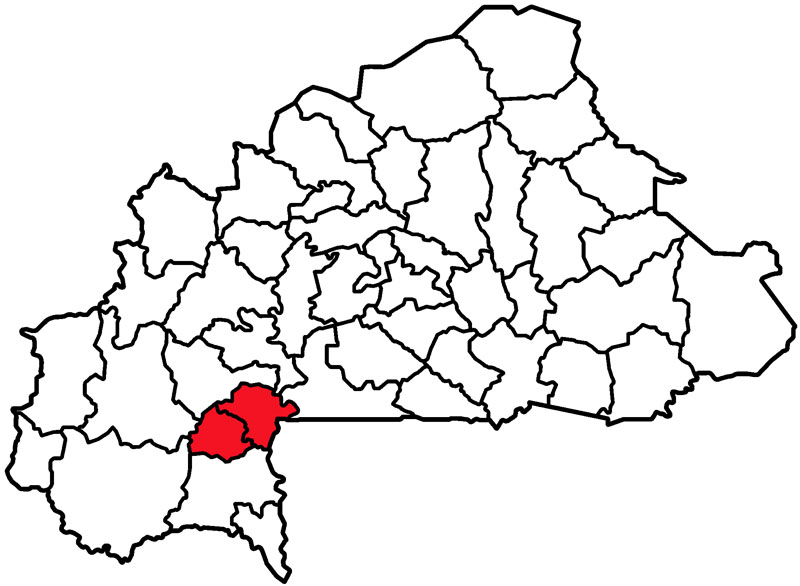
Carte du Diocèse de Diébougou

L'évêché burkinabé de Diébougou est créé le 18 octobre 1968, par détachement de celui de Bobo-Dioulasso. Il siège à la cathédrale Saints-Pierre-et-Paul de Diébougou.
Pour une surface de 18 348 km2, il est peuplé d’une dizaine d’ethnies dont la population s’élève en 2005 à 755 000 habitants.

## Sont évêques
- 18 octobre 1968-3 avril 2006 : Jean-Baptiste Somé (Jean-Baptise Kpiélé Somé)
- depuis le 3 avril 2006 : Raphaël Dabiré (Raphaël Kusiélé Dabiré)[2]

## Sources
- L'ANNUAIRE PONTIFICAL, sur le site http://www.catholic-hierarchy.org, à la page